# James Harper (acteur)
Pour les articles homonymes, voir James Harper.
James Harper est un acteur américain né le 8 octobre 1948 à Bell, Californie (États-Unis).

## Filmographie
- 1976 : The Time of Your Life (en) (TV) : Blick
- 1984 : Firstborn : Mr. Roder
- 1989 : Dernière sortie pour Brooklyn : Cop
- 1989 : Manhunt: Search for the Night Stalker (TV) : Detective Orsini
- 1989 : Blaze : Willie Rainach
- 1990 : Mortal Sins : Malcolm Rollins
- 1990 : Love and Lies (TV) : Man with Neck Brace
- 1991 : Double enfer (Servants of Twilight) de Jeffrey Obrow (en) : Frank Ross
- 1991 : Dans la peau d'une blonde (Switch) : Lieutenant Laster
- 1993 : The Ernest Green Story (en) (TV)
- 1993 : The Switch (TV) : Staff Doctor
- 1993 : Un cœur en adoption (Broken Promises: Taking Emily Back) (TV) : Orin Moser
- 1994 : Chasseur de sorcières (Witch Hunt) (TV) : Winston
- 1995 : Guerrier d'élite (One Tough Bastard) : Senior FBI Official
- 1995 : Runway One (TV) : 1st Man
- 1995 : De l'amour à l'enfer (If Someone Had Known) (TV) : Charles Pettit
- 1996 : Widow's Kiss (TV) : Doctor Isaacs
- 1996 : Touche pas à mon periscope (Down Periscope) : Supportive Admiral
- 1998 : Armageddon : Admiral Kelso
- 1999 : Le Manipulateur (Lansky) (TV) : Longy Zwillman
- 1999 : Révélations (The Insider) : FBI Agent #3
- 2001 : Squint : Man in Deli
- 2003 : Week-end en enfer (S.I.C.K. Serial Insane Clown Killer) (vidéo) : Bartender
- 2005 : Psychic Driving : Government Agent